# جورج موراي هولبرت
جورج موراي هولبرت (بالإنجليزية: George Murray Hulbert)‏ (و. 1881 – 1950 م) هو سياسي، ومحام، وقاض من الولايات المتحدة الأمريكية .
وهو عضو في الحزب الديمقراطي الأمريكي .